# Ваксман (герб)
Ваксман (пол. Waksman, Waxman, Zbroyny Mąż) – шляхетський герб з нобілітації.

## Опис герба
Опис з використанням класичних правил блазонування:
У золотому полі за червоною стіною з трьома вежами та вікнами у пояс, бородань у срібних латах з мечем у руці. Клейнод: чоловік як на гербі. Намет: червоний, підбитий золотом.

## Історія
Присвоєно 15 квітня 1589 року Янові Ваксманові з Кракова Сигізмундом III.

## Гербовий рід
Тадеуш Гайль перераховує такі сім'ї гербового роду:
Ваксмани (Waksman, Waxman), Грицевичі (Grycewicz, Hrycewicz), Шосткевичі (Szostkiewicz).